# 東京海上ミレア少額短期保険
東京海上ミレア少額短期保険株式会社（とうきょうかいじょうミレアしょうがくたんきほけん）は、東京海上ホールディングス傘下の少額短期保険会社である。

## 概要
当社は1993年10月に設立された日本厚生共済会（にほんこうせいきょうさいかい）が起源である。2003年9月には日本厚生共済会の事業基盤を元に、同名の株式会社を設立。2007年12月に少額短期保険業者の登録を済ませ、2008年1月にミレアホールディングス（現・東京海上ホールディングス）の出資を受け、ミレア日本厚生少額短期保険（みれあにほんこうせいしょうがくたんきほけん）に変更。2010年7月に現商号となった。
シンボルマークは東京海上グループと共通であるが、以前は螺旋形の色は豊かな地球環境を表すグリーンを用いており、下の英字は2段で「MILLEA NKSSI」と表記し、間に線が入っていた。2010年7月から螺旋形の色をブルーに変え、下の英字は上段に「TOKIO MARINE」、下段に当社の略称である「TMSSI」となった（間の線はそのまま）。

## 沿革
- 1993年10月 - 任意団体「日本厚生共済会」設立
- 1995年2月 - 住宅火災共済の販売を開始
- 1999年
  - 11月 - 保険料（共済掛金）のコンビニ収納サービスを開始
  - 12月 - 本部を現住所に移転
- 2001年12月 - 『まもるゾウ』、テナント火災保障プランの販売を開始
- 2003年9月 - 株式会社日本厚生共済会設立
- 2004年7月 - 現場急行サービス開始
- 2005年11月 - 東京海上日動火災保険と業務提携
- 2006年4月 - 「日本厚生共済会」、同名の株式会社が共に特定保険会社になる
- 2007年12月 - 株式会社日本厚生共済会が少額短期保険業者として関東財務局への登録を完了
- 2008年
  - 1月 - ミレアホールディングス（現・東京海上ホールディングス）の出資を受け、ミレア日本厚生少額短期保険株式会社に商号変更
  - 3月 - 「日本厚生共済会」の共済製品の販売を終了
  - 4月 - 九州地区を中心に展開していた全連共株式会社の新規契約に関する事業を当社に譲受
  - 12月 - 「日本厚生共済会」の火災共済契約を当社に移転
- 2009年6月 - 東京海上ホールディングスの完全子会社となる
- 2010年7月 - 商号を東京海上ミレア少額短期保険株式会社に変更